# Royal Rumble (2017)
Cet article concerne l'édition 2017 du pay-per-view Royal Rumble. Pour l'édition suivante, voir Royal Rumble (2018).
L’édition 2017 du Royal Rumble est une manifestation de catch (lutte professionnelle) télédiffusée et visible uniquement en paiement à la séance. L'événement, produit par la World Wrestling Entertainment (WWE), a eu lieu le 29 janvier 2017 dans la salle omnisports Alamodome à San Antonio, au Texas. Il s'agit de la trentième édition du Royal Rumble, qui fait partie avec WrestleMania, SummerSlam et les Survivor Series du « Big Four » à savoir « les Quatre Grands ». Les Superstars de la WWE sont les vedettes de l'affiche officiel.
Cinq matchs, dont quatre mettant en jeu les titres de la fédération, ont été programmés. Chacun d'entre eux est déterminé par des storylines rédigées par les scénaristes de la WWE ; soit par des rivalités survenues avant le pay-per-view, soit par des matchs de qualification en cas de rencontre pour un championnat. L'événement a mis en vedette les catcheurs de la division Raw et SmackDown, créée en 2002, lors de la séparation du roster.
Le main event de la soirée est un 30-men Royal Rumble match, une bataille royale exposant 30 catcheurs durant un combat, la particularité du match étant que ces derniers au départ ne sont que deux et qu'un nouvel entrant arrive au bout d'un temps prédéfini, et ceci de façon régulière jusqu'à ce que tous les participants aient fait leur entrée. Comme pour une bataille royale standard, un candidat est éliminé si, après être passé par-dessus la troisième corde (la plus haute, d'une manière ou d'une autre), ses deux pieds touchent le sol. C'est Randy Orton, déjà vainqueur de l'édition 2009, qui remporte le match après avoir éliminé Roman Reigns. Ce dernier a participé, plus tôt dans la soirée, à un match sans disqualifications face à Kevin Owens pour le Universal Championship détenu par Owens. Mais il a perdu le match. Le combat pour le WWE Championship a vu s'affronter le champion AJ Styles et le prétendant John Cena. Cena remporte le match et remporte son seizième titre de champion du monde, égalant le record de Ric Flair. Du côté des Superstars féminines, Charlotte Flair a battu Bayley et a conservé le Raw Women's Championship.
Il s'agit du premier Royal Rumble depuis le retour de la Brand Extension. Les versions DVD et Blu-ray sont sorties le 20 mars 2017.

## Contexte
Les spectacles de la World Wrestling Entertainment (WWE) sont constitués de matchs aux résultats prédéterminés par les scénaristes de la WWE. Ces rencontres sont justifiées par des storylines – une rivalité avec un catcheur, la plupart du temps – ou par des qualifications survenues dans les shows de la WWE telles que Raw, SmackDown, Main Event, NXT, 205 Live. Tous les catcheurs possèdent un gimmick, c'est-à-dire qu'ils incarnent un personnage gentil (face) ou méchant (heel), qui évolue au fil des rencontres. Un événement comme Royal Rumble est donc un événement tournant pour les différentes storylines en cours,.
Comme le veut la tradition depuis 1988, le pay-per-view comportera un Royal Rumble match, dans lequel le grand vainqueur obtiendra une chance pour un match de championnat mondial à WrestleMania 33. À la suite du retour de la Brand Extension en juillet dernier, une nouvelle stipulation a été ajoutée. Lors de l'ancienne Brand Extension le vainqueur pouvait choisir pour quel championnat mondial il combattrait quel que soit sa division. Le vainqueur comme pour les années précédentes aura un match pour le titre mondial de son choix et non de sa division.

### Royal Rumble match
Le premier catcheur à annoncer sa participation au Royal Rumble match est Goldberg. Il l'annonce lors de l'épisode de Raw du 21 novembre 2016. À cette période, ce dernier est en pleine rivalité avec Brock Lesnar. Paul Heyman, le manager de Lesnar, annonce via une interview donnée à Raw le 28 novembre que ce dernier fera lui aussi partie du match. Heyman dit que Lesnar éliminera Goldberg par vengeance à la suite du match des Survivor Series où Goldberg a battu Brock Lesnar en 1 minute. Le 2 janvier 2017, cinq Superstars de Raw annoncent leur participation au match : les membres du New Day (Kofi Kingston, Big E et Xavier Woods), Braun Strowman et Chris Jericho,. Par la suite, les Supertars de SmackDown annoncent leur participation comme Baron Corbin, The Miz, Dean Ambrose et Dolph Ziggler,,.
L'Undertaker annonce sa participation lors du Raw du 9 janvier, Cesaro et Sheamus l'annoncent sur leur Twitter le 16 janvier. Le 17 janvier à SmackDown, c'est au tour de la Wyatt Family (Bray Wyatt, Randy Orton et Luke Harper) d'annoncer leur participation. Big Show l'annonce via Facebook le 23 janvier. Le même jour, Seth Rollins perd sa place après avoir perdu un match face à Sami Zayn, le vainqueur remporte une place dans le match. Rollins avait annoncé sa participation via son Twitter le 9 janvier. Rusev et Big Cass annoncent eux aussi leur participation. Le 24 janvier à SmackDown, Mojo Rawley remporte une bataille royale de 10 hommes pour accéder à une place pour le Royal Rumble.

### AJ Styles contre John Cena
La rivalité (feud) prédominante de la division SmackDown oppose AJ Styles à John Cena pour le WWE Championship (le championnat de la WWE). Lors de TLC: Tables, Ladders and Chairs, AJ Styles affronte et bat Dean Ambrose dans un TLC match à l'aide de James Ellsworth. Styles conserve donc le championnat de la WWE. Au cours du mois de décembre, Dolph Ziggler bat Ambrose, The Miz et Luke Harper dans un Fatal Four Way match et obtient le droit d'affronter Styles pour le championnat de la WWE. Cependant le 20 décembre, Baron Corbin veulent lui aussi devenir prétendant au titre. Le manager général Daniel Bryan annonce que Ziggler et Corbin s'affronteront plus tard dans la soirée et que le perdant n'affrontera pas Styles. Le match se termine par un double décompte à l'extérieur, les deux catcheurs s'étant battu un peu trop longtemps à l'extérieur du ring. Une fois la cloche sonnée, AJ Styles prend une chaise et frappe les deux adversaires. Daniel Bryan vient pour annoncer que finalement, AJ Styles affrontera non seulement Dolph Ziggler mais aussi Baron Corbin dans un Triple Threat match. Le 27 décembre, Styles conserve son titre tandis que John Cena fait son retour au sein de SmackDown après plusieurs mois d'absence, il a félicité AJ Styles après que ce dernier ait conservé son titre.
Le 3 janvier 2017 a eu lieu une signature de contrat officialisant le match entre les deux pour le Royal Rumble, mais Baron Corbin les a interrompus et a affirmé qu'il gagnerait le Royal Rumble match et affronterait le champion de la WWE à WrestleMania. Alors que Cena allait se battre avec Corbin, Styles attaqua Cena. La semaine suivante, Cena a vaincu Corbin. La semaine suivante, Styles a fait face au Miz. Styles attaque Cena qui était au commentaire durant le match qui se termina en « Non déclaré ». Une bagarre a alors éclaté et Cena porta l'Attitude Adjustment sur Styles et Miz. Le 24 janvier, AJ Styles arrive pour d’abord se plaindre de sa place sur le poster du Royal Rumble. En effet le champion se trouve tout derrière parmi les catcheurs présents sur celui-ci, tandis que John Cena est au premier plan. Il appelle ensuite ce dernier à venir. John Cena veut parler mais AJ Styles l’en empêche parce qu’il a des choses à lui dire. Il y a quelques jours John Cena était l’invité du Today Show, émission matinale de la chaîne américaine NBC et s’est moqué de Styles en l’appelant simplement « le mec d’Atlanta ». Styles enchaîne ensuite sur le fait que John Cena n’a manqué à personne pendant son absence et qu’il est la personne qui a pris sa place. Cena prend enfin la parole, enchaînant sur le fait qu’il ne devrait pas se plaindre de sa place sur le poster, qu’il est champion parce qu’il le laisse faire, qu’il n’a pas eu besoin du circuit indépendant parce qu’il a été formé pour la WWE.

### Kevin Owens contre Roman Reigns

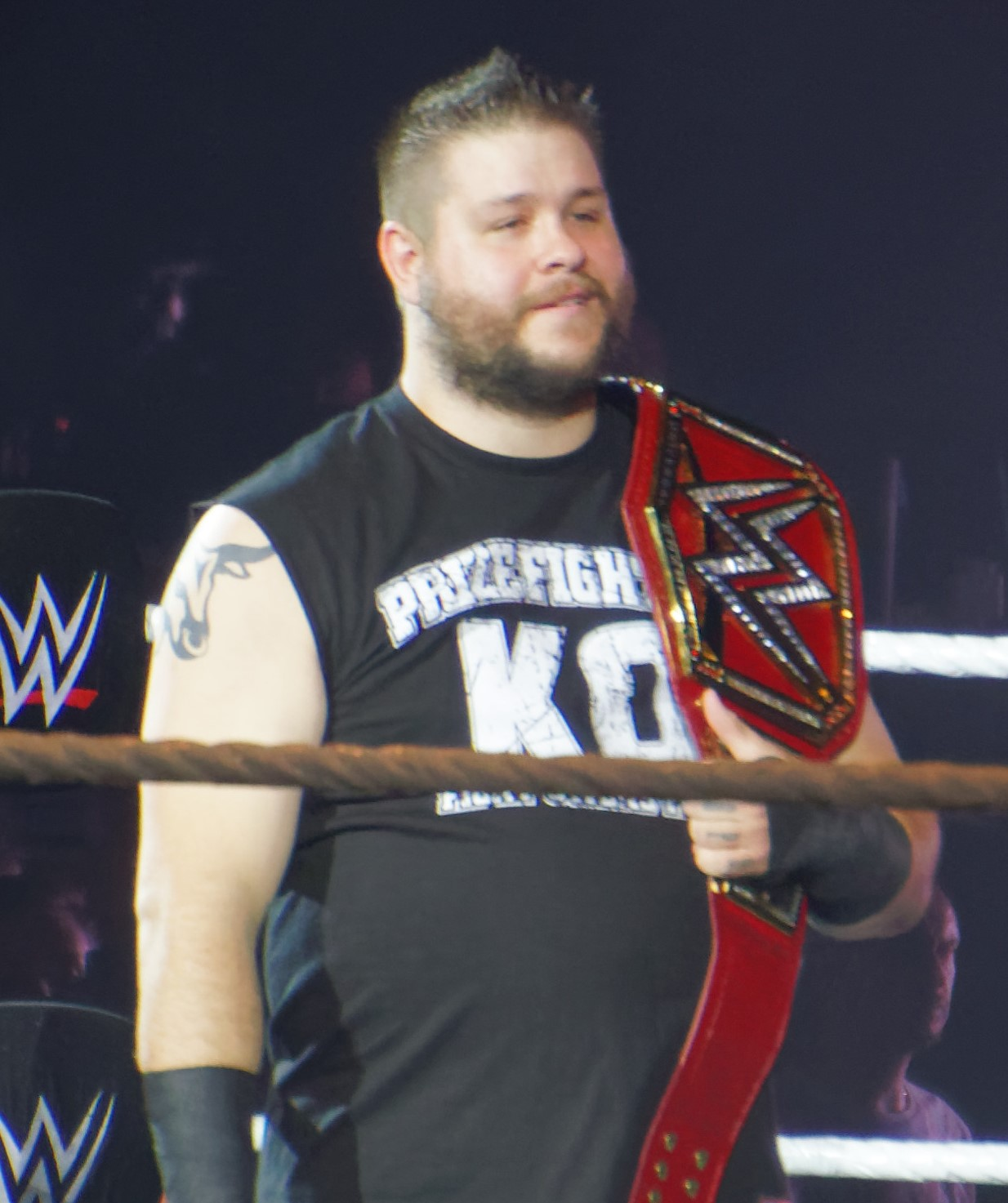
Kevin Owens défend le championnat universel contre Roman Reigns.

La rivalité (feud) prédominante de la division Raw oppose Kevin Owens à Roman Reigns pour le WWE Universal Championship (le championnat universel de la WWE). À Roadblock: End of the Line, Kevin Owens conserve le championnat universel de la WWE face au face au champion des États-Unis Roman Reigns après que Chris Jericho ait porté le Codebreaker sur Owens, donnant la victoire à Owens par disqualification. Après le match, Seth Rollins, qui a battu Jericho plus tôt dans la soirée, arrive à son tour pour attaquer les Canadiens et font passer Jericho à travers la table des commentateurs. Kevin Owens passera lui aussi à travers la table des commentateurs américains après avoir été rattrapé par Seth Rollins alors qu’il tentait de fuir en coulisses. La nuit suivante à Raw, Owens et Jericho célèbrent la victoire d'Owens, et après s'être flatté l’un et l’autre, le manager général Mick Foley arrive pour leur annoncer que Kevin Owens affrontera de nouveau Roman Reigns au Royal Rumble. Mais cette fois Foley explique que Chris Jericho, pour ne plus qu'il intervienne, sera enfermé dans une Shark Proog Cage (une cage à requin), une cage suspendu au-dessus du ring comme le fut Paul Ellering à NXT Takeover: Toronto pendant le match des Authors of Pain, et que s'il venait à y sortir, il serait viré. Mick Foley fait entrer Jericho dans la cage et ferme la porte. Foley explique qu'il a perdu la clé et Jericho est maintenant enfermé dans la cage. Les officiels décident de remonter la cage et de laisser Jericho dedans. Plus tard dans la soirée, Chris Jericho est descendu de la cage. Owens & Jericho ont ensuite affronté Reigns & Rollins mais le match se termina par une victoire par disqualification pour Owens & Jericho car Braun Strowman a attaqué les deux anciens membres du Shield.
La semaine suivante, Stephanie McMahon a programmé un match entre Seth Rollins et Braun Strowman mais a été disqualifié quand Sami Zayn a attaqué Strowman. Reigns a conservé le championnat des États-Unis contre Chris Jericho. Owens s'est battu aux abords du ring Rollins durant le match. Le 9 janvier, Rollins a fait face à Strowman dans un match revanche qui se termine sur un double décompte à l'extérieur. Reigns a défendu son titre dans un Handicap match face à Owens et Jericho. Les deux catcheurs ont remporté le match et Jericho est devenu champion des États-Unis. La semaine suivante, après qu'Owens, Jericho, Reigns, Rollins, Strowman, Zayn et Brock Lesnar se sont battus, un 6-Men Tag Team match a eu lieu, avec d'un côté Reigns, Rollins et Zayn, et de l'autre Owens, Jericho et Strowman. Ces derniers ont remporté le match. Après le match, Owens a propulsé Reigns à travers une table. Le 23 janvier, Reigns a affronté Jericho dans un match pour le WWE United States Championship (le championnat des États-Unis) mais Jericho a été disqualifié quand Owens est intervenu pour attaquer Reigns. Owens et Jericho ont tenté de placer Reigns dans la cage à requin mais Reigns s'est dégagé et a enfermé Owens, l'a fait monter au-dessus du ring, puis a fait un Superman Punch et un Spear sur Jericho. Par la suite, le match est devenu un match sans disqualifications.

### Bayley contre Charlotte Flair

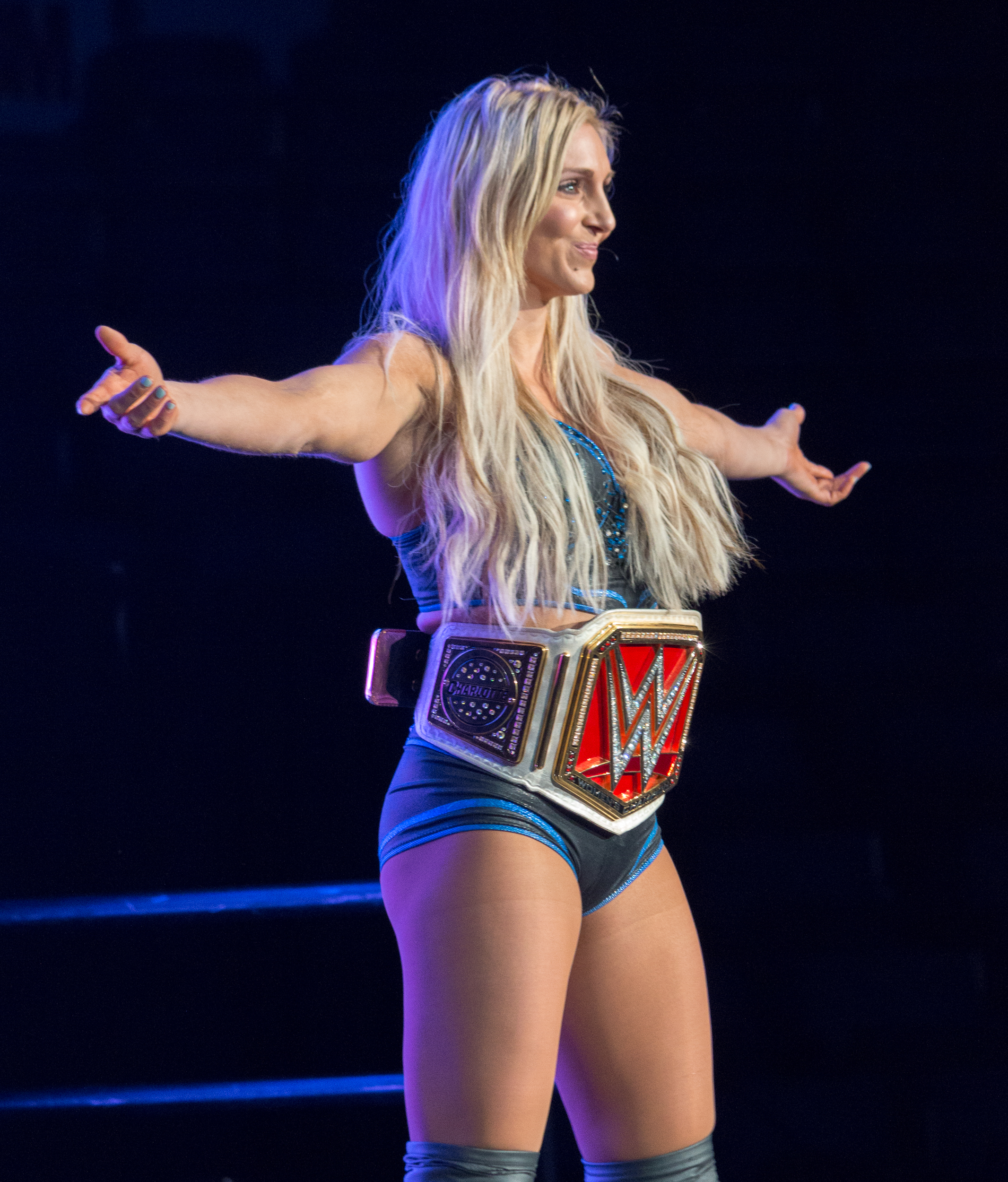
Charlotte Flair défend le championnat féminin de Raw contre Bayley.

À Roadblock: End of the Line, Charlotte Flair bat Sasha Banks dans un Iron Woman match de 30 minutes et met fin à la longue rivalité entre les deux femmes. Plus tard à Raw, Sasha Banks, qui voulait féliciter Flair pour sa victoire, se fait attaquer par Nia Jax. Charlotte, quant à elle, a déclaré qu'elle était la plus grande lutteuse de tous les temps mais Bayley l'a interrompu en lui disant qu'elle avait toujours deux victoires face à elle contre zéro pour Charlotte. Bayley a ensuite battu Flair, cependant, les vidéos ont montré que Charlotte s'est dégagée avant que l'arbitre compte trois. Charlotte a affronté Bayley la semaine suivante, avec Dana Brooke comme arbitre spéciale. Brooke a rapidement compté trois pour donner la victoire à Charlotte Flair.
Le 2 janvier, Bayley a battu Nia Jax grâce à une distraction de Sasha Banks et devient la prétendante no 1 pour le Raw Women's Championship au Royal Rumble. La semaine suivante, Flair et Jax ont attaqué Bayley et Banks puis les ont battus dans un match par équipes. Le 16 janvier, Charlotte a essayé de déstabiliser Bayley en montrant de vieilles images et des poèmes Bayley dans ses rêves de devenir une lutteuse de la WWE. Lors du dernier Raw avant le Royal Rumble, un match entre Sasha Banks et Nia Jax est officialisé.

### Neville contre Rich Swann
Au dernier pay-per-view, Rich Swann conserve le championnat des poids-moyens contre TJ Perkins et The Brian Kendrick. Après le match Neville fait son retour après plusieurs mois d'absence et attaque Swann et Perkins, il effectue un heel turn. La nuit suivante à Raw , Neville a déclaré son intention de prendre la tête de la division Cruiserweight, et s'est proclamé le « Roi des Cruiserweights ». Swann a remis en question les actions de Neville mais a été attaqué par Neville et Kendrick, ce dernier s'étant rangé du côté de Neville. Perkins a essayé d'aider Swann, mais a été maîtrisé par Neville. La nuit suivante à 205 Live, Neville et Kendrick ont battus Perkins et Swann dans un match par équipes. Le 26 décembre, après que Neville ait battu Perkins, il a défié Swann à un match pour le prochain 205 Live. Plus tard, après que Swann ait battu Ariya Daivari, il a accepté le défi, mais a été immédiatement attaqué par Neville. À 205 Live, Neville a battu Swann dans un match où le titre n'était pas en jeu, et a continué à attaquer Swann.
Le 9 janvier à Raw, après avoir battu Lince Dorado, Neville a continué à attaquer Dorado jusqu'à ce que Swann soit venu à son aide et ait affronté Neville. Le 10 janvier à 205 Live, Rich Swann a battu Tony Nese et a appelé Neville, mais Neville a refusé de faire face à Swann à moins que ce soit pour le championnat des poids-moyens. Swann a ensuite accepté le défi de Neville pour le Royal Rumble. Le 16 janvier, Neville a attaqué Swann avant son match contre Nese, ce dernier rejoint Neville dans l'attaque.

### Alexa Bliss, Mickie James & Natalya contre Becky Lynch, Naomi & Nikki Bella
Lors de TLC: Tables, Ladders and Chairs, Alexa Bliss remporte le SmackDown Women's Championship en battant Becky Lynch dans un Tables match. Par la suite, Bliss a perdu un match face "à une nouvelle lutteuse", La Luchadora, qui se révélera être Lynch. Au cours des semaines suivantes, une femme habillé comme le personnage de Becky Lynch, La Luchadora, aide Alexa Bliss dans ses matchs. Le 17 janvier à SmackDown, un Steel Cage match a eu lieu entre Bliss et Lynch, La Luchadora aide Bliss à gagner et se révéla être Mickie James, qui fait son retour depuis près de sept ans d'absence. La semaine suivante, Mickie James explique qu'elle a été oublié oubliée en raison de la révolution féminine. Lynch allait intervenir mais se fait attaquer par Bliss.
De leur côté, Nikki Bella et Natalya après que Carmella a révélé l'attaquante de Nikki Bella aux Survivor Series, qui était Natalya,. Après une bagarre, le 24 janvier, le match entre Natalya et Naomi a été annulé. Naomi, laissée sans adversaire, a alors lancé un défi. Bliss est arrivé, non pour accepter le défi, mais pour insulter Naomi. Un 6-Women Tag Team match a été annoncé pour le Royal Rumble, avec d'un côté Becky Lynch, Nikki Bella et Naomi contre Alexa Bliss, Mickie James et Natalya.

### Cesaro & Sheamus contre The Club
Lors de Roadblock: End of the Line, Cesaro et Sheamus battent le New Day (Big E, Kofi Kingston et Xavier Woods) et remportent le championnat par équipes de Raw et mettent ainsi fin au record du règne le plus long du New Day. La nuit suivante, Mick Foley félicité les deux catcheurs et leur présente un nouveau design de ceinture. Le New Day les félicita également, mais furent interrompu par The Club (Luke Gallows et Karl Anderson). Big E et Kingston ont ensuite fait équipe avec Cesaro et Sheamus pour vaincre The Club et les Shining Stars. La semaine suivante, New Day (Kingston et Woods) ont invoqué leur clause de match revanche pour le championnat par équipes de Raw, mais n'ont pas réussi à regagner les titres. Cesaro et Sheamus ont débuté une rivalité avec le Club, le 2 janvier, quand Karl Anderson a battu Cesaro. La semaine suivante, Sheamus a battu Luke Gallows. Le 16 janvier, Cesaro et Sheamus ont défendu le championnat par équipes de Raw contre Gallows et Anderson. Après que le premier arbitre a été accidentellement frappé par Sheamus, un autre arbitre est arrivé et a fait le tombé gagnant pour Gallows et Anderson. Cependant, le premier arbitre a refusé la décision et a donné une victoire par disqualification pour Gallows et Anderson, ainsi Cesaro et Sheamus ont retenu les titres. Le 23 janvier, un match entre les deux équipes et avec les deux arbitres du match précédent a été annoncé.

## Déroulement du spectacle

### Pré-show
Généralement, avant qu'un spectacle de catch ne démarre, la fédération organisatrice met en place un ou plusieurs matchs non télévisés destinés à chauffer le public. Le premier match du "pré-show" est le 6-Women Tag Team match entre les faces (Naomi, Nikki Bella et Becky Lynch) et les heels (Alexa Bliss, Natalya et Mickie James). Naomi a offert la victoire à son équipe en faisant le tombé sur Alexa Bliss. Le combat a duré neuf minutes et trente-cinq secondes.
Le second match du "prés-show" est le match par équipes pour le Raw Tag Team Championship (le championnat par équipes de Raw) entre les champions en titre Cesaro et Sheamus et les prétendants, les deux membres du Club, Karl Anderson et Luke Gallows. The Club remporte le match avec le Magic Killer et deviennent donc champions par équipe de Raw,.
Le troisième et dernier match du "pré-show" est le match entre Nia Jax et Sasha Banks. Nia Jax remporte le match avec un Pop Up Samoan Drop. Une bonne partie du match était focalisé sur la blessure de Sasha Banks au genou ce qui a pu permettre à son adversaire de se focaliser là-dessus,.

### Matchs préliminaires

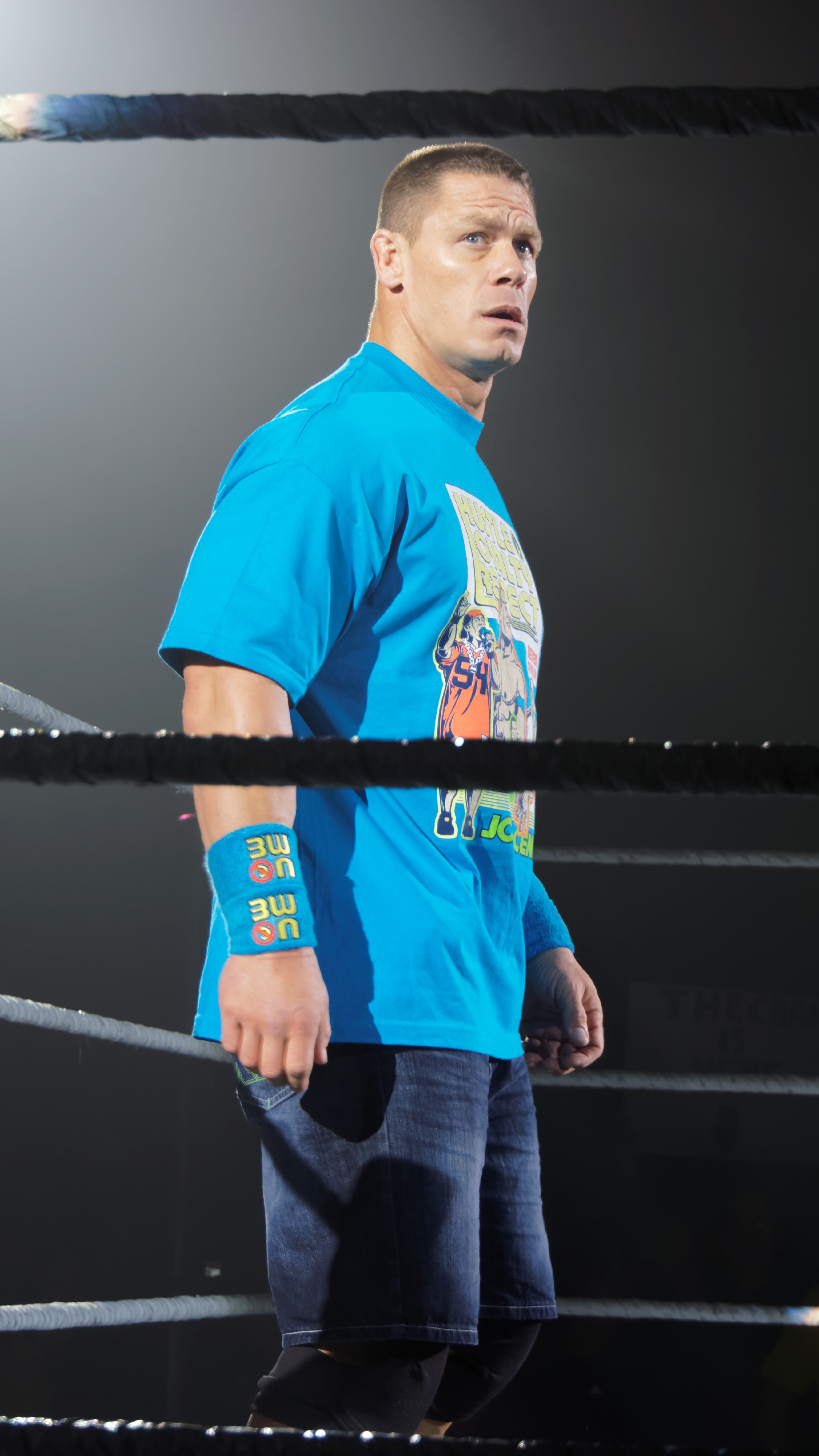
John Cena remporte le WWE Championship et égale le record de nombre de règnes de Ric Flair.

Le premier match (l'opener) de la soirée est un match simple pour le Raw Women's Championship (le championnat féminin de Raw) entre la championne Charlotte Flair et Bayley. Charlotte Flair remporte le match avec son Natural Selection. Elle conserve son titre et porte sa série de victoire en pay-per-view à seize,.
Le second match de la soirée voit Kevin Owens défendre l'Universal Championship (le championnat universel) contre Roman Reigns. Comme le veut la stipulation, le champion des États-Unis Chris Jericho est enfermé dans une cage à requin qui sera suspendu au-dessus du ring. Durant le match, Jericho lance un poing américain à Owens. Owens le prend et se lance pour un Superman Punch, mais Reigns le bloque et lui enlève. Owens lui fait un Superman Punch et tente de faire le tombé, mais Reigns s'en dégage. Owens le prend pour une Powerbomb, mais Reigns le contre en Samoan Drop sur une chaise. Reigns décide d'aller chercher une table et l'installe contre le coin. Owens le surprend avec un Roll-up, mais il résiste et enchaîne avec un Superman Punch. Reigns tente de faire un Spear, mais Owens le contre en Stunner. Owens le frappe contre le coin pour enchaîner avec son Cannonball. Owens monte Reigns sur le coin, mais Reigns lui fait un Superman Punch pour le faire tomber sur une pile de chaises en bas du ring. Reigns prépare la table des commentateurs et fait une Powerbomb à Owens à travers la table des commentateurs. Reigns ramène le champion sur le ring et se prépare pour un Spear, mais Braun Strowman arrive. Strowman sort Reigns du ring et lui fait un Chokeslam sur la table des commentateurs. Braun enchaîne avec une Running Powerslam à travers la table qui était contre le coin. Owens fait le tombé à Roman et remporte le match, conservant son titre,.
Le troisième match est le match pour le Cruiserweight Championship entre Rich Swann et Neville. Ce dernier, s'étant auto-proclamé le « Roi des Cruiserweights », bat Swann en le faisant abandonner avec son Crossface et devient le nouveau champion des poids-moyens,.
Le quatrième match est le match pour le WWE Championship entre AJ Styles et John Cena. Le combat est marqué par la rivalité intense entre le deux catcheurs. Cena fait un Attitude Adjustment à Styles de la deuxième corde et fait le tombé mais Styles s'en dégage. Cena le prend pour un autre AA, mais AJ le contre en Styles Clash. AJ se lance pour faire Phenomenal Forearm, mais Cena l'attrape pour lui faire un AA. Cena enchaîne avec un autre AA et fait le tombé de la victoire,. John Cena devient le nouveau champion de la WWE et égale le record de Ric Flair à seize championnats mondiaux.

## Tableau des matchs
| #                                                                | Matchs                                                                         | Stipulations | Temps   |
| ---------------------------------------------------------------- | ------------------------------------------------------------------------------ | --- | ------- |
| Pré-show                                                         | Becky Lynch, Naomi et Nikki Bella battent Alexa Bliss, Mickie James et Natalya | 6-Women Tag Team match | 9:35    |
| Pré-show                                                         | The Club (Luke Gallows et Karl Anderson) battent Cesaro et Sheamus (c)         | Tag Team match pour le WWE Raw Tag Team Championship ; Deux arbitres seront assignés au match.                                          | 10:29   |
| Pré-show                                                         | Nia Jax bat Sasha Banks                                                        | Match simple | 5:10    |
| 1                                                                | Charlotte Flair (c) bat Bayley                                                 | Match simple pour le WWE Raw Women's Championship                                                                                       | 13:05   |
| 2                                                                | Kevin Owens (c) bat Roman Reigns                                               | Match sans disqualification pour le WWE Universal Championship. Chris Jericho sera suspendu en haut du ring dans une Shark Proof Cage   | 22:55   |
| 3                                                                | Neville bat Rich Swann (c)                                                     | Match simple pour le WWE Cruiserweight Championship.                                                                                    | 14:00   |
| 4                                                                | John Cena bat AJ Styles (c)                                                    | Match simple pour le WWE Championship                                                                                                   | 24:10   |
| 5                                                                | Randy Orton remporte le Royal Rumble en éliminant en dernier Roman Reigns      | 30-men Royal Rumble match le vainqueur gagne un match pour le titre WWE Championship ou le WWE Universal Championship à WrestleMania 33 | 1:02:06 |
| (c) désigne le(s) champion(s) défendant son titre dans le match. |                                                                                | |         |

### Entrées et éliminations du Royal Rumble match
Le rouge ██ indique un participant de Raw, le bleu ██, un participant de SmackDown, le jaune ██, un participant de la NXT, le violet ██, un participant de 205 Live, le blanc ██ un agent libre n'appartenant à aucun roster et le vert ██, le vainqueur du match.
| Ordre d’entrée | Entrant         | Ordre d’élimination | Éliminé par      | Temps | Nombre d'éliminations |
| -------------- | --------------- | ------------------- | ---------------- | ----- | --------------------- |
| 1              | Big Cass        | 3                   | Braun Strowman   | 09:57 | 0                     |
| 2              | Chris Jericho   | 27                  | Roman Reigns     | 60:13 | 2                     |
| 3              | Kalisto         | 4                   | Braun Strowman   | 08:17 | 0                     |
| 4              | Mojo Rawley     | 2                   | Braun Strowman   | 06:16 | 0                     |
| 5              | Jack Gallagher  | 1                   | Mark Henry       | 03:20 | 0                     |
| 6              | Mark Henry      | 5                   | Braun Strowman   | 03:17 | 1                     |
| 7              | Braun Strowman  | 9                   | Baron Corbin     | 13:11 | 7                     |
| 8              | Sami Zayn       | 25                  | The Undertaker   | 46:55 | 0                     |
| 9              | Big Show        | 6                   | Braun Strowman   | 01:42 | 0                     |
| 10             | Tye Dillinger   | 8                   | Braun Strowman   | 05:27 | 0                     |
| 11             | James Ellsworth | 7                   | Braun Strowman   | 00:15 | 0                     |
| 12             | Dean Ambrose    | 16                  | Brock Lesnar     | 26:55 | 0                     |
| 13             | Baron Corbin    | 21                  | The Undertaker   | 32:39 | 1                     |
| 14             | Kofi Kingston   | 10                  | Cesaro & Sheamus | 16:13 | 0                     |
| 15             | The Miz         | 24                  | The Undertaker   | 32:44 | 0                     |
| 16             | Sheamus         | 14                  | Chris Jericho    | 12:13 | 3                     |
| 17             | Big E           | 12                  | Cesaro & Sheamus | 09:46 | 0                     |
| 18             | Rusev           | 20                  | Goldberg         | 22:31 | 0                     |
| 19             | Cesaro          | 13                  | Chris Jericho    | 06:44 | 3                     |
| 20             | Xavier Woods    | 11                  | Cesaro & Sheamus | 04:47 | 0                     |
| 21             | Bray Wyatt      | 28                  | Roman Reigns     | 24:11 | 0                     |
| 22             | Apollo Crews    | 15                  | Luke Harper      | 05:46 | 0                     |
| 23             | Randy Orton     | -                   | Vainqueur        | 20:52 | 1                     |
| 24             | Dolph Ziggler   | 17                  | Brock Lesnar     | 04:21 | 0                     |
| 25             | Luke Harper     | 22                  | Goldberg         | 09:56 | 1                     |
| 26             | Brock Lesnar    | 19                  | Goldberg         | 04:30 | 3                     |
| 27             | Enzo Amore      | 18                  | Brock Lesnar     | 00:18 | 0                     |
| 28             | Goldberg        | 23                  | The Undertaker   | 03:21 | 3                     |
| 29             | The Undertaker  | 26                  | Roman Reigns     | 08:46 | 4                     |
| 30             | Roman Reigns    | 29                  | Randy Orton      | 05:05 | 3                     |

## Conséquences

### Raw
Lors de l'épisode de Raw du 30 janvier 2017, Braun Strowman, qui est intervenu dans le match pour le championnat universel, dit qu'Owens lui a promis un match de championnat. Strowman montre une vidéo qui montre que le champion a bien promis un match de championnat au « géant ». Le général manager de Raw Mick Foley accorde un match pour le titre, plus tard dans la soirée, entre Owens et Strowman. Cependant, lors du match, Roman Reigns attaque Strowman et la rencontre se termine par disqualification.
Le même soir, Brock Lesnar défie Goldberg pour WrestleMania, il se plaint d'avoir été éliminé par ce dernier la nuit dernière. À la fin de la soirée, Triple H revient et raconte la carrière de Seth Rollins depuis son arrivée à la WWE. Il explique aussi qu’il l’a sorti de l’obscurité pour en faire une star. Il accuse ensuite Seth Rollins de l’avoir trahi, de lui avoir craché au visage, puis explique qu’il met son costume tous les matins en essayant de ne plus être celui qui monte sur le ring pour mettre fin à des carrières. Alors que Rollins arrive, Samoa Joe, ancien champion de la NXT attaque Rollins.

### SmackDown
Lors de l'épisode de SmackDown du 31 janvier 2017, Shane McMahon et Daniel Bryan annoncent le retour de l'Elimination Chamber match. Par ailleurs, John Cena le nouveau champion de la WWE, AJ Styles, Bray Wyatt, Baron Corbin, The Miz et Dean Ambrose s’affronteront pour le championnat de la WWE,. Dans la soirée, John Cena et Luke Harper affrontent Randy Orton, vainqueur du Royal Rumble match et Bray Wyatt. Randy Orton porte un RKO à John Cena et réussit le tombé pour le compte de trois, offrant la victoire à son équipe. Un match opposant Orton et Harper est annoncé pour le pay-per-view Elimination Chamber.
Becky Lynch et Naomi font équipe pour affronter Mickie James et Alexa Bliss dont la victoire revient à l’équipe de Naomi qui fait le tombé sur la championne Alexa Bliss. Le match entre Naomi et Bliss pour le championnat féminin de SmackDown est officialisé plus tard, dans Talking Smack,. Aussi, Daniel Bryan annonce un match entre Natalya et Nikki Bella à Elimination Chamber, puis la semaine suivante, le match entre Becky Lynch et Mickie James a été officialisé.
Le championnat par équipe de SmackDown sont mis en jeu dans un open challenge des American Alpha. Ce sont les Usos qui répondent à l'appel mais The Ascension font leur entrée, puis les Vaudevillains, suivi de Breezango et Rhyno et Heath Slater. Une bagarre générale éclate sur le ring et plus tard, un Tag Team Turmoil match a été officialisé pour Elimination Chamber,

## Accueil critique
Royal Rumble a généré plusieurs avis positifs. Dave Meltzer du Wrestling Observer Newsletter décrit le spectacle comme étant « l'un des meilleurs Royal Rumble de l'histoire, avec plein storylines travaillées autour de personnes clés ». Il cite le match entre AJ Styles et John Cena comme étant un « super match » et le match entre Kevin Owens et Roman Reigns étant « incroyable ». Dale Plummer du Canadia Online Explorer a noté l’événement à 7.5 / 10 et a attribué la meilleure note, de 9 / 10, au match pour le championnat de la WWE.

## Jeu vidéo
WWE 2K18